# Гусакова, Мария Ивановна
Мария Ивановна Гусакова (в девичестве — Кудимова;  6 февраля 1931, Тимошкино, Московская область — 8 мая 2022, Санкт-Петербург) — советская лыжница, олимпийская чемпионка 1960 года. Заслуженный мастер спорта СССР (1960).

## Биография
Окончила Ленинградский техникум физической культуры (1959). Выступала за ленинградский «Спартак». Работала швеёй в артели.
На зимней Олимпиаде в Скво-Вэлли стала чемпионкой на дистанции 10 км и вместе с командой завоевала серебро в эстафете. Через четыре года в Инсбруке стала третьим призёром в гонке на 10 км.
Завоевала три медали на чемпионате мира по лыжным видам спорта 1962 года в Закопане, в том числе, золотую медаль в эстафете 3х5 км. Шестикратная чемпионка СССР в 1960—1966 годах, двукратный серебряный призёр I зимней Спартакиады народов СССР (1962).
Тренер Алексей Николаевич Баженов.
Скончалась 8 мая 2022 года на 92-м году жизни.

### Семья
- Дед — до революции владел 3 пасеками.
- Отец — комбайнёр, бригадир рыболовецкого хозяйства в Рязанской области. После приезда в Ленинград работал в столярной мастерской.
- Младший брат.
- Первый муж — бронзовый призёр зимней Олимпиады 1960 года по лыжному двоеборью Николай Гусаков (1934—1991). Второй муж — коренной ленинградец Владимир Павлович Никитин (1939 — ум. 5.11.2002).

## Награды
- Орден Трудового Красного Знамени (16.09.1960) — за успешные выступления в XVII летних и VIII зимних Олимпийских играх 1960 года, а также за выдающиеся спортивные достижения[3]